# Pisenor leleupi
Pisenor leleupi är en spindelart som först beskrevs av Benoit 1965.  Pisenor leleupi ingår i släktet Pisenor och familjen Barychelidae.
Artens utbredningsområde är Kongo. Inga underarter finns listade i Catalogue of Life.